# Cristina Tisot
Cristina Tisot, italijanska alpska smučarka, * 23. avgust 1954, Fiera di Primiero, Italija.
Nastopila je na Svetovnem prvenstvu 1974, kjer je osvojila šesto mesto v smuku in trinajsto v veleslalomu. V svetovnem pokalu je tekmovala štiri sezone med letoma 1973 in 1976 ter dosegla eno uvrstitev na stopničke v veleslalomu. V skupnem seštevku svetovnega pokala je bila najvišje na 24. mestu leta 1975, ko je bila tudi trinajsta v veleslalomskem seštevku.